# Polygala welwitschii
Polygala welwitschii är en jungfrulinsväxtart. Polygala welwitschii ingår i släktet jungfrulinssläktet, och familjen jungfrulinsväxter.

## Underarter
Arten delas in i följande underarter:
- P. w. pygmaea
- P. w. welwitschii